# Јосип Јутриша
Јосип Јутриша Јанко (Мартиш Вас, код Крапине, 18. фебруар 1920 — Стрмец, код Великог Врговишта, 30. децембар 1944), учесник Народноослободилачке борбе и народни херој Југославије.

## Биографија
Рођен је 18. фебруара 1920. године у Мартиш Васу код Преграде, Крапина. Пре Другог светског рата радио је у Загребу као механичар.
Након окупације укључио се у рад ударних група у Загребу и учествовао у неким диверзантским акцијама. У октобру 1941. године, Јутриша је мобилизован у домобране, али и даље наставља да ради за Народноослободилачки покрет. Група с којом је сада био повезан, радила је у Загребу по директивама Окружног комитета КП Хрватске за Крапину. Задатак им је био да прикупљају оружје и други војни и санитетски материјал, те да га из Загреба отпремају партизанима. Будући да је Јутриша био шофер, у тим је акцијама имао много успеха. Био је шофер великог жупана Пребега и уживао је његово пуно поверење, а познавали су га готово сви усташки високи официри.
Осим прикупљања оружја, група је повремено предузимала и друге акције у граду. Тако су једном упали у стан неког усташког бојника (мајора) у Бранимировој улици и ликвидирали га. Затим је учествовао у организовању акције у стану министра оружаних снага НДХ, генерала „витеза“ Вилка Бегића, у Петровој улици. Будући да припадници групе нису нашли Бегића у стану, однели су му сва одликовања, два аутомата и неколико пиштоља. На једном аутомату у витрини стајала је посвета: „Министру оружаних снага НДХ Вилку Бегићу – Фирер Адолф Хитлер“ (данас се налази у Војном музеју на Калемегдану). Једном приликом, када је превозио оружје, Јутриша је у Драшковићевој улици прегазио једног усташу који је хтео да га заустави. Успео је да побегне и да спаси оружје.
У лето 1943. године отпремио је у Загорски партизански одред неколико пушкомитраљеза и друго оружје, апарат за умнажање, санитетски материјал и веће количине муниције. Одмах након тога је, заједно с још два припадника групе, отео усташког бојника Дану Петрановића, начелника за позадину МИНОРС-а (Министарство оружаних снага НДХ). Петрановић је у званичним колима био отпремљен изван Загреба према Запрешићу и ликвидиран у шуми. Поред тих акција Јанко Јутриша је израђивао и достављао штамбиље за велики број политичких и војних организација НОП-а у Хрватском загорју, а исто тако је успешно фалсификовао непријатељска документа. Међу значајне успехе Јутрише и његове групе може да се уброји и уништење шифрантског одељења у МИНОРС-у, 1943. године.
Јутриша је организовао и неколико нових група илегалаца. Једна је деловала на аеродрому Боронгај у циљу добаве већих количина бензина, а друга на Грмошћици, где се налазила велика барутана, те су из ње набављали оружје, муницију и експлозив.
Будући да се Јосип Јутриша због своје велике активности већ доста компромитовао, претила је опасност да буде откривен. Септембра 1943. године, Јутриша је са још неким илегалцима отишао у партизане, у Загорски партизански одред, где је при Штабу Првог батаљона вршио дужност оперативног официра. Исте је године примљен у чланство Комунистичке партије Југославије. У Загорском партизанском одреду Јутриша се истакао у низу акција. Тако је једном приликом сео у заробљени тенк и напао усташко упориште у Иванцу, изазвавши међу усташама праву панику. У лето 1944. године постављен је за команданта батаљона у Загорском партизанском одреду.
Приликом једне битке, 28. децембра 1944. године, Јосип Јутриша био је смртно рањен код цркве Св. Три краља код Тухељских Топлица. Пренесен је у место Стрмец код Великог Врговишта, где је умро 30. децембра 1944. године.
Указом Президијума Народне скупштине Федеративне Народне Републике Југославије, 9. фебруара 1952. године, проглашен је за народног хероја.